# Tenuipalpus zhengzhouensis
Tenuipalpus zhengzhouensis är en spindeldjursart som beskrevs av Xu och Yin 1994. Tenuipalpus zhengzhouensis ingår i släktet Tenuipalpus och familjen Tenuipalpidae. Inga underarter finns listade i Catalogue of Life.